# Aktualitätenkino
Als Aktualitätenkino (AKI), in der DDR Zeitkino, auch Aktualitätenlichtspiele (ALI), Bahnhofslichtspiele (BALI) oder, in Österreich, Wochenschaukino oder Non-Stop-Kino, wurden Kinos bezeichnet, die meist in Bahnhöfen oder Bahnhofnähe oder anderen, stark frequentierten Lokalitäten untergebracht waren und in ständiger Wiederholung eine 50 Minuten lange Zusammenstellung aus Beiträgen verschiedener Wochenschauen, ein bis zwei Kulturfilmen und einem Zeichentrick- oder Slapstickfilm zeigten. Es gab diese Kinogattung von 1929 bis 1999.

## Geschichte

### Erste Gründungen

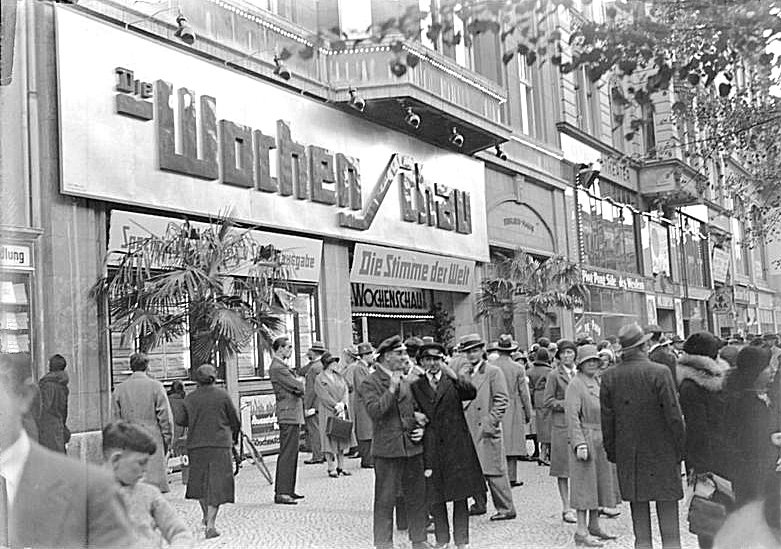
Erstes deutsches Wochenschaukino in Berlin 1931

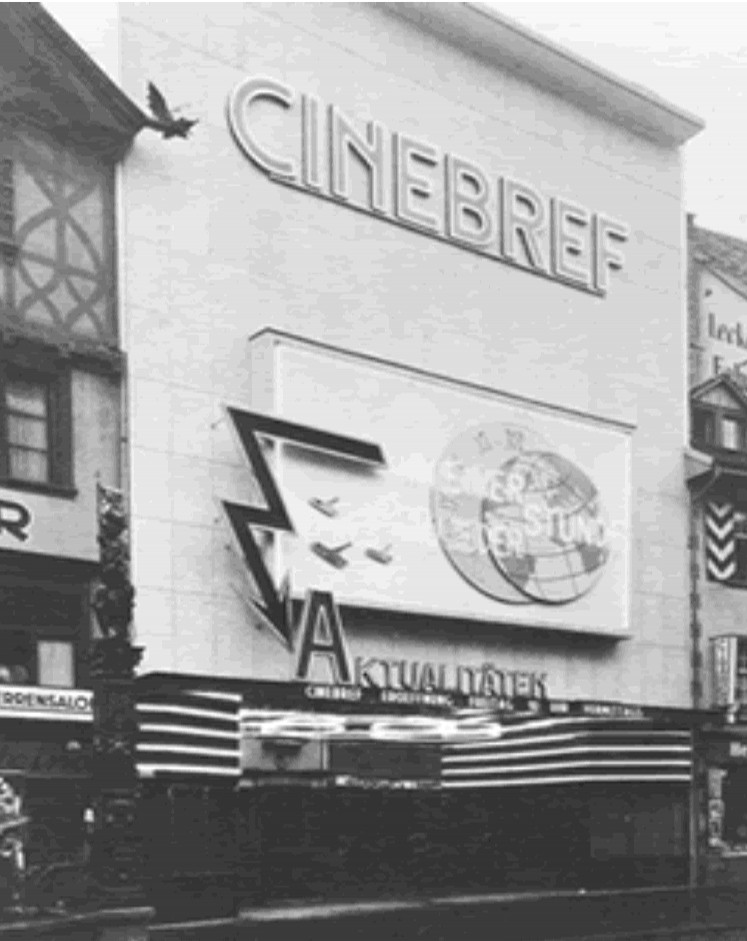
Cinébref in Basel 1938

Am 2. November 1929 nahm als erstes Aktualitätenkino der Welt das Embassy am Broadway in New York seinen Betrieb auf. Als erstes Wochenschaukino in Deutschland öffnete im September 1931 in Berlin Die Wochenschau. Als erstes Aktualitätenkino der Schweiz gilt das am 4. November 1937 eröffnete Cinébref (= Kurzfilm) in Basel, das 1939 unter dem Namen Rex in ein Spielfilmkino umgewandelt wurde. In Bern gab es zwar bereits 1915 das Grand Cinéma (später Kolosseum), das sich als Aktualitätenkino bezeichnete, sich jedoch auf reine Kriegsberichterstattung beschränkte. Lichtspieltheater mit reinem Wochenschauprogramm waren in der Folgezeit in zahlreichen Ländern erfolgreich. Befriedigt wurde das Bedürfnis des Publikums, Nachrichten nicht nur gedruckt in Zeitungen oder akustisch durch den Hörfunk zu erhalten, sondern auch visuell in Form bewegter Bilder. Man kannte bereits Wochenschauen im Vorprogramm zu Spielfilmen.

### Zweiter Weltkrieg
In Deutschland etablierten sich vorübergehend während des Zweiten Weltkriegs zahlreiche reine Wochenschaukinos, die Produktionen von Ufa-Tonwoche, Deulig-Tonwoche, Die Deutsche Wochenschau, Bavaria-Wochenschau und Fox Tönende Wochenschau zeigten. Nach Kriegsende wurden die Programme der Wochenschaukinos über die reinen Nachrichten hinaus mit Dokumentarfilmen angereichert, dies galt auch für das Vorprogramm bei Spielfilmen. Veranlasst hatten dies Briten und Amerikaner im Rahmen ihres Reeducationsprogramms. Gezeigt wurden ausschließlich geprüfte US-amerikanische und britische Dokumentarfilme und die britisch/US-amerikanische Wochenschau Welt im Film. Die Zahl der Kinobesucher, besonders in den Bahnhofkinos, wurde genau erfasst, um zu wissen, wie viele Menschen durch das Medium Reeducationsfilm erreicht wurden. So zog das Münchner Aktualitätenkino in einem Monat im Jahr 1946 76.000 Zuschauer an. Anfang August 1948 wurde der Vorführzwang für Dokumentarfilme aus US-amerikanischer und britischer Produktion, die im 16-mm-Schmalfilmformat auch in der schulischen und außerschulischen Bildungsarbeit eingesetzt wurden, aufgehoben. Gleichzeitig begannen die Alliierten, Geldmittel für die Film-Produktion in Stuttgart, München, Hamburg und Berlin zur Verfügung zu stellen. Diese Entwicklung begünstigte die nun folgende Verbreitung von Aktualitätenkinos stark.

### Aufschwung
Das auch nach dem Krieg ungebrochene Publikumsinteresse an Filmen mit Nachrichten und Neuigkeiten, ernsten und heiteren Themen, Sport, Klatsch und Tratsch bewirkte im Juni 1950 in Frankfurt am Main die Gründung der AKI–Aktualitäten-Kino Aktiengesellschaft als Muttergesellschaft und der AKI Aktualitätenkino-Betriebs-GmbH&Co als Betreibergesellschaft, die ihr erstes Aktualitätenkino am 25. April 1951 im Frankfurter Hauptbahnhof mit dem Ziel eröffnete, Bahnreisenden die Wartezeit auf ihren Zuganschluss zu verkürzen. Unter dem Slogan In 50 Minuten um die Welt zeigte man ein 50 Minuten langes Programm, das vom jeweiligen Kinoleiter zunächst individuell zusammengestellt wurde. Bald folgte man dabei einem festgelegten Schema: Das typische Programm begann mit den Worten „Aki zeigt zuerst das neueste aus aller Welt mit Ufa-Wochenschau, Blick in die Welt, Neue Deutsche Wochenschau und Fox Tönende Wochenschau.“ Nach Beiträgen der Fox Tönenden Wochenschau folgte ein kurzer Werbeblock und Blick in die Welt. Anschließend zeigte man einen kurzen Kulturfilm, weitere Nachrichten der Neuen Deutschen Wochenschau und einen zweiten Kulturfilm. Das Programm schloss nach Welt im Bild mit einem Zeichentrick- oder Slapstickfilm und begann nach wenigen Sekunden Pause wieder von vorn.
Dieses Programm lief von neun bis 23 Uhr, wobei der Besucher den Kinosaal jederzeit betreten und beliebig lange zuschauen konnte. Der Eintrittspreis betrug 1953 einheitlich für alle Plätze 50 Pfennig. Die Sitze waren durch Zwischengänge so angeordnet, dass kommende und weggehende Besucher die verbleibenden nicht störten. Rechts und links der Filmleinwand, deren sichtbarer Teil durch motorisch gezogene schwarze Vorhänge dem jeweiligen Filmformat angepasst wurde, befanden sich eine beleuchtete Uhr und eine zusätzliche kleine Leinwand, auf die bei Bedarf besondere Mitteilungen projiziert werden konnten, zum Beispiel Informationen über Zugverspätungen. Auf dieser Tafel erschienen auch „abgelaufene“ Eintrittskartennummern bei drohender Überfüllung des Kinos.
In ihrer Außen- und Innenarchitektur wirkten die Aktualitätenkinos damals modern und eher sachlich-nüchtern. Sie zeigten nicht die üppige Festlichkeit vieler anderer Kinos der 1950er Jahre. Eingangsbereich, Foyer und Kinosaal waren oft keinesfalls rechtwinklig, sondern trapezförmig geschnitten. Die Wandbespannung war hellbeige oder hellorange mit hellblau abgesetzten Feldern und bestand aus in Falten gelegten Kunsttextilbahnen. Die in ihrer Helligkeit regelbare Beleuchtung, die nie ganz ausgeschaltet wurde, bestand aus Langfeldleuchten, die an beiden Saalseiten nur wenige Dezimeter oberhalb der Gänge angebrachte Lichtbänder bildeten.
Viele Aktualitätenkinos waren in Großstadt-Bahnhöfen der Deutschen Bundesbahn untergebracht, wobei die Zugänge zum Kino besonders verkehrsgünstig liegen sollten. Dem standen oft strenge baupolizeiliche Vorschriften entgegen, was ein Ausweichen in Bahnhofsnähe oder Stadtzentren erforderlich machte.

### Blütezeit

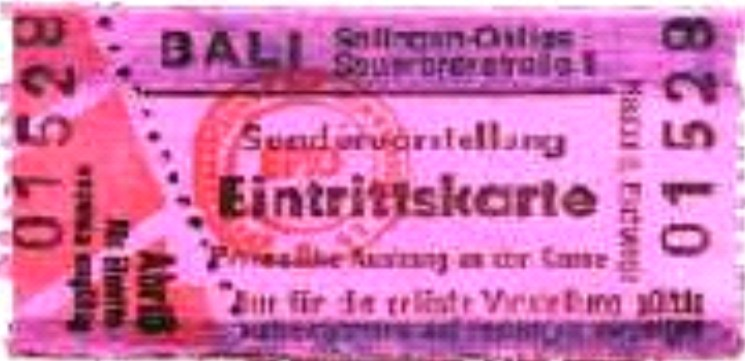
Eintrittskarte des BALI in Solingen

Aktie über 100 DM der AKI-Aktualitäten-Kino AG in Hamburg vom Januar 1951

Nach dem Frankfurter AKI wurden noch im Jahr 1951 in Hamburg, Hannover, Köln und München weitere Spielstätten der Aktualitätenkino-Betriebs-GmbH eröffnet. 1952 bis 1954 folgten, teilweise auch durch andere Betreiber unter den Namen ALI (Aktualitätenlichtspiele) und BALI (Bahnhofslichtspiele), Kinos in Berlin (3), Nürnberg, Kassel, Düsseldorf, Aachen, Dortmund, Solingen, Stuttgart und nochmals Köln. Angaben über die Gesamtzahl der bestehenden Aktualitätenkinos im Jahr 1954 sind widersprüchlich, da manche in dieser Zeitspanne umbenannt und somit doppelt oder auch gar nicht mitgezählt wurden. So wurde aus dem BALI Hamburg schon nach zwei Jahren ein AKI und aus dem REX in Solingen ein BALI. Das 1954 eröffnete Aktualitätenkino in Bern schließlich nannte sich ACTUALIS. Der Medienwissenschaftler Knut Hickethier zählt in seinem Beitrag Die bundesdeutsche Kinoöffentlichkeit in den fünfziger Jahren 18 Aktualitätenkinos im Jahr 1954.
Das Konzept ging auf. In den 1950er Jahren gab es nicht selten Schlangen an der Kinokasse und am Saaleingang, da alle Plätze besetzt waren, besonders am Programmwechseltag Donnerstag. Das Publikum setzte sich bei den Kinos in Bahnhofsnähe anfangs aus 80 Prozent Stammkundschaft und 20 Prozent Reisenden zusammen, später relativierte sich dies auf etwa 50 zu 50. Vor allem Kinder gehörten dank des niedrigen Eintrittspreises zum Stammpublikum. Ein Enkel des Nachkriegskanzlers Konrad Adenauer berichtete 2005 der Presse, er habe sich als kleiner Junge regelmäßig ins AKI im Kölner Hauptbahnhof geschlichen, um den zuhause selten auftauchenden Großvater zu sehen, wenn auch nur auf der Leinwand.
In einigen Aktualitätenkinos, so zum Beispiel im ALI Aachen, gab es zu besonderen Anlässen dank eines „TV-Projektors“ in der Größe eines Kleiderschrankes Fernseh-Liveübertragungen auf die große Kinoleinwand. Für Übertragungen von „Mainz, wie es singt und lacht“ oder Fürstenhochzeiten musste man Wochen vorher Karten bestellen. Der Bahnhofsbuchhändler im Kölner Hauptbahnhof Gerhard Ludwig veranstaltete am 19. September 1951 das 40. seiner insgesamt 269 „Mittwochsgespräche“ nicht wie üblich im Wartesaal, sondern ausnahmsweise im soeben eröffneten AKI, da es unter dem Titel Die Situation des deutschen Nachkriegsfilms stand. Im Verlauf dieser kulturpolitisch-literarischen Diskussionsrunde wurde der Film Der Verlorene von Peter Lorre uraufgeführt und vom anwesenden Publikum scharf abgelehnt.
Auf den Filmseiten der Tagespresse wurde der Kulturfilm-Teil der Aktualitätenkinoprogramme zwar auch kritisch, grundsätzlich aber wohlwollend besprochen. Offizielle Verlautbarungen des Filmwirtschafts-Verbands bezeichneten die Aktualitätenkinos als Visitenkarte des deutschen Kulturfilms. Die Kölnische Rundschau würdigte am 11. Juni 1960 aus Anlass des zehnjährigen Bestehens der AKI-Betreibergesellschaft die Aufgabe der Aktualitätenkinos mit folgendem Artikel:

„Die deutschen Aktualitätenkinos, meist in Bahnhöfen untergebracht, können am 10. Juni auf ihr zehnjähriges Bestehen zurückblicken. Unbeeinflußt von Saisonschwankungen haben sie längst ihr treues Stammpublikum gefunden, nämlich alte, junge und jüngste Besucher, die sich mit Vorliebe Kultur- und Dokumentarfilme ansehen, aber nebenbei auch einen kräftigen amerikanischen Zeichentrickfilm nicht verschmähen. Hauptanziehungspunkt bleibt jedoch immer der große Querschnitt durch die aktuellen Wochenschauen der in Deutschland ansässigen Gesellschaften, eine Wochenschau, wie sie das normale Lichtspielhaus in dieser Breite nicht bieten kann. Trotz der täglichen Bildnachrichten des Fernsehens hat der Zustrom von Besuchern kaum nachgelassen, ein Umstand, der zum Teil gewiß mit den nun schon zur Tradition gewordenen, rasch auf den Markt geworfenen farbigen Exklusivberichten über besonders herausragende Ereignisse zu erklären ist. Entgegen den Befürchtungen der Filmwirtschaft, daß die Akis eines Tages auf normale Filmprogramme umschalten würden, ist der Charakter der Programme von Anfang an beibehalten worden.“

Dies sollte sich bald als Fehleinschätzung herausstellen.

### Niedergang
Die 1950er Jahre bildeten zweifellos die Blütezeit der Aktualitätenkinos. Die Entwicklung der Medienlandschaft in der ersten Hälfte der 1960er Jahre, in der Fernsehgeräte immer häufiger zur Ausstattung der bundesdeutschen Familie gehörten, arbeitete gegen ein weitgehend auf Wochenschaufilmen basierendes Angebot. Die Aktualitätenkinos versuchten ab 1963, den veränderten Bedürfnissen Rechnung zu tragen, indem sie mehr exotische und reißerische Themen und zusätzlich kurze Kriminal- und Westernfilme in ihr Programm nahmen und dies dadurch zwangsläufig auf 60 bis 70 Minuten verlängerten. Nun stellte auch der Kinoleiter das Programm nicht mehr individuell zusammen. Die Filmrollen rotierten nach einem festgelegten Plan durch die einer Betreibergesellschaft angeschlossenen Häuser.
Ab 1. Januar 1967 zeigte das AKI im Kölner Hauptbahnhof als erstes Aktualitätenkino ausschließlich Spielfilme im zweitägigen Wechsel. Diesem AKI folgten sehr schnell alle weiteren Aktualitätenkinos, das letzte verließ 1968 das Wochenschaugenre. Da der Zuschauerschwund weiterhin anhielt, setzte man schnell auf reißerische Filme und schließlich seit Ende der 1970er Jahre vollständig auf Sex- und Actionfilme. Die folgenden Programmvorschauen aus der Tagespresse der Jahre 1968, 1978 und 1981 sprechen für sich.
Anzeige in Kölnische Rundschau, 19. Juli 1968:
AKI im Hauptbahnhof:
Heute und morgen: Kommissar X in dem Thriller Drei blaue Panther,
Sonntag und Montag: O. Kolle: Sexualität in der Ehe, Das Wunder der Liebe,
Dienstag und Mittwoch: Agenten kontern Gangster… Agent 505 – Todesfalle Beirut,
Donnerstag: Ein Western besonderer Art Western-Jack
Anzeige in Kölnische Rundschau, 6. Juli 1978:
AKI Hbf:
Heute und morgen: Blutjunge Masseusen,
Sonntag und Montag: Shaolin – Rache mit der Todeshand
Werbeanzeige aus: 75 Jahre Hauptbahnhof Nürnberg 1981:
AKI Nürnberg, im Hauptbahnhof zeigt:
Mo – Fr 8.00 – 22.00 Uhr Filme nur für Erwachsene
Sa – So 8.00 – 18.00 Uhr Familien- und Jugendfilme, 18.00 – 22.00 Uhr Actionfilme der Sonderklasse ab 18 Jahre

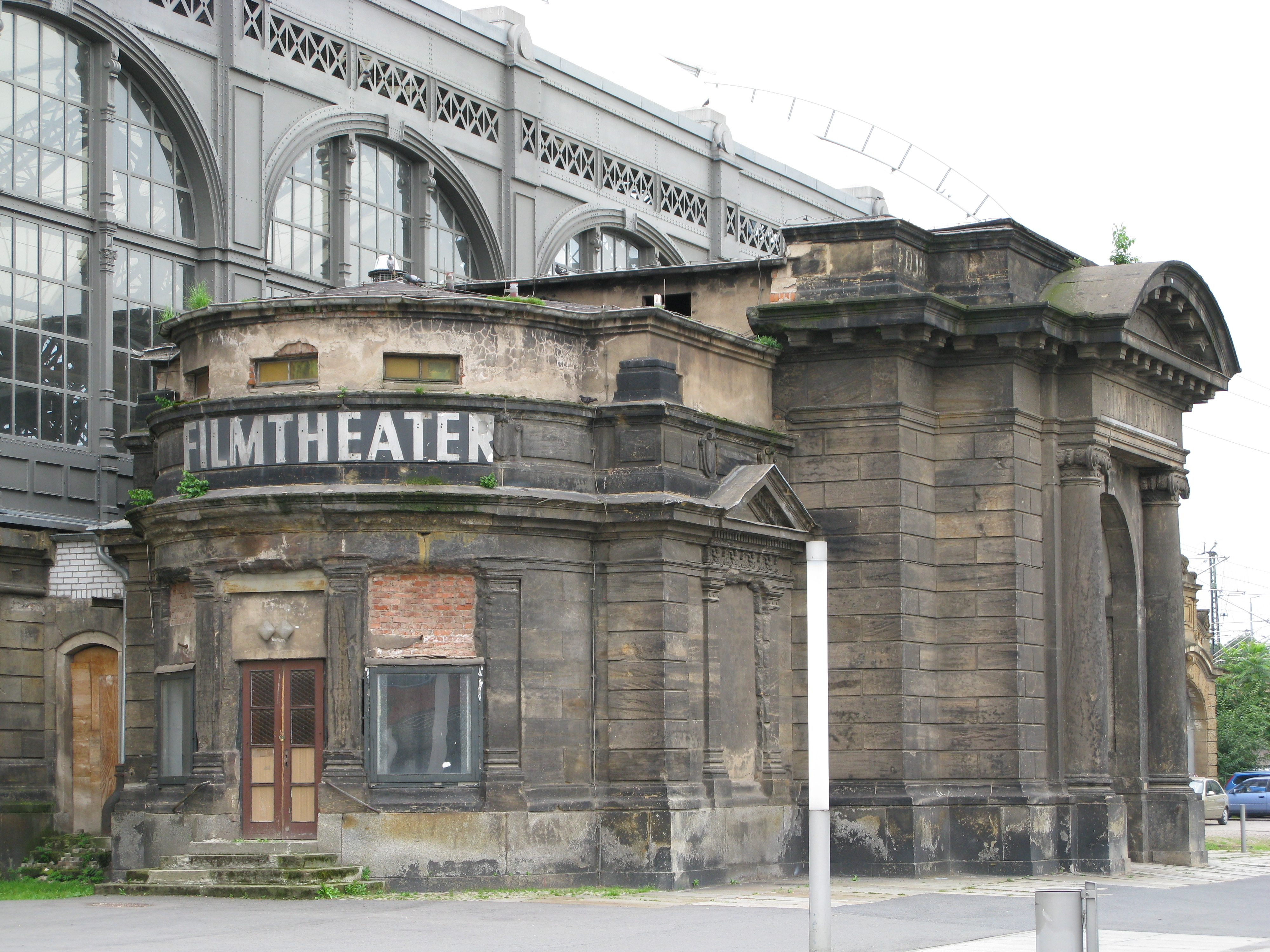
Geschlossenes Zeitkino am Hauptbahnhof Dresden 2009

Mit dem Niveau der dargebotenen Filme sank das Ansehen der Aktualitätenkinos und spätestens Ende der 1970er Jahre hatte sich der schlechte Ruf manifestiert. Bahnhofskinos passten bald nicht mehr in das Konzept der Bundesbahn, die Bahnhöfe in Kaufhäuser mit Gleisanschluss umwandeln wollte. 1990 waren noch sechs Bahnhofkinos in Betrieb. Versuche, die ehemaligen Aktualitätenkinos in Cineasten-Kinos umzuwandeln (im AKI Frankfurt gab es 1990 sogar noch ein Filmfestival), scheiterten fast alle.
Lediglich das BALI Berlin-Zehlendorf überdauerte die Zeit als Spartenkino. Das BALI im Hauptbahnhof in Kassel wird seit 1995 nach langen Jahren der Ruhe wieder bespielt. In zwei Kinosälen werden täglich bei vier bis fünf Aufführungen vier Filme vorgeführt. Gezeigt werden „normale“ Spielfilme, aber auch außergewöhnliche Streifen, die dem Anspruch des BALI als Kulturkino im Kulturbahnhof Kassel gerecht werden. Im Jahre 2018 wurde das BALI Kassel mit dem Preis „Nachhaltiges Kino“ des Hessischen Ministeriums für Wissenschaft und Kunst ausgezeichnet.

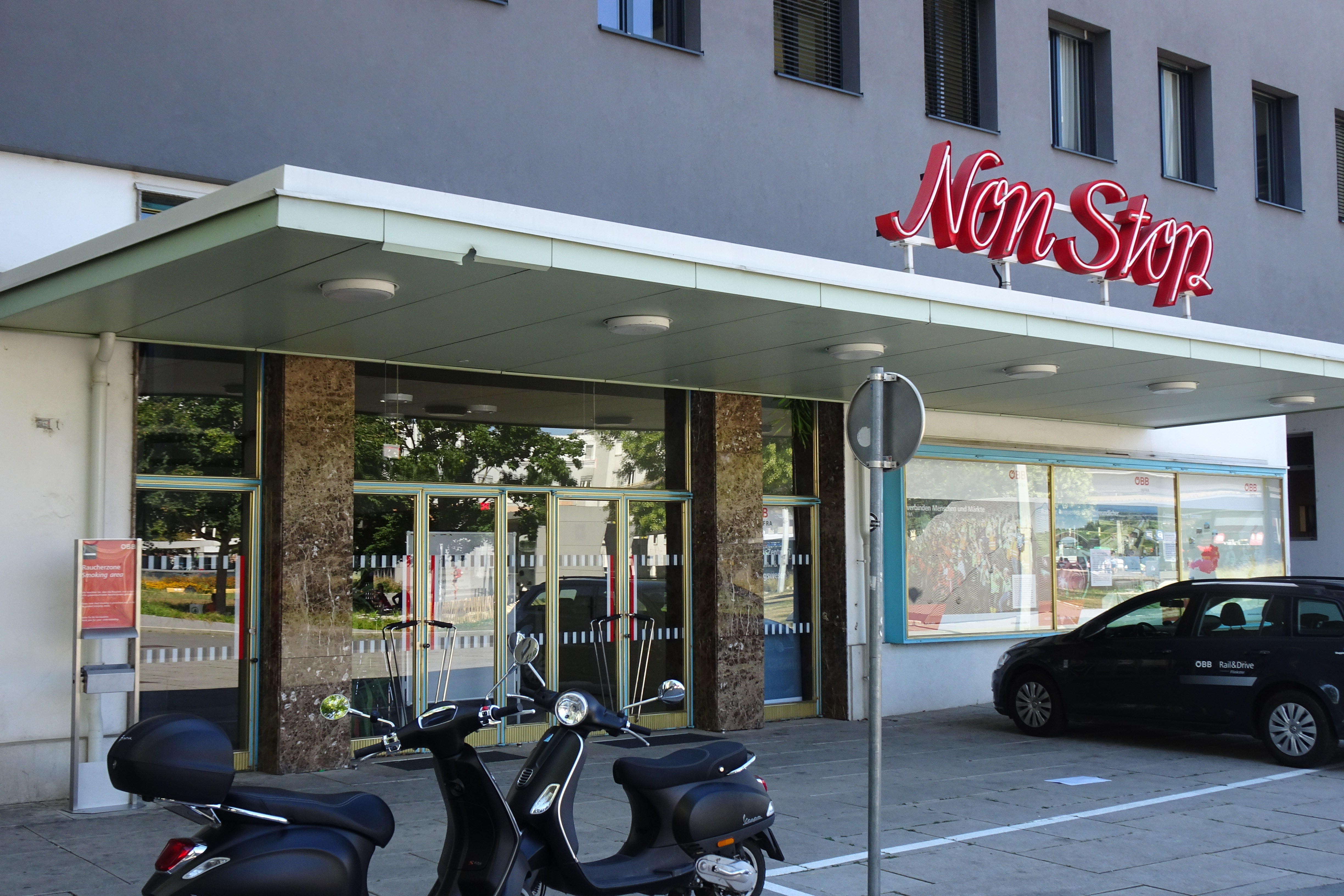
Ehemaliges Non-Stop-Kino in Graz

Das Non Stop-Kino in Graz, das bis 2010 original erhalten geblieben war, stand unter Denkmalschutz und seine Betreiber versuchten zeitweilig recht erfolgreich, es als Kombination von Sexkino und Forum kultureller Veranstaltungen zu führen. Dies scheiterte letztlich an der jahrelang von den ÖBB verfolgten Räumungsklage.
Über die AKI Aktualitätenkino-Betriebs-GmbH & Co wurde am 12. April 2000 das Insolvenz-Verfahren eröffnet. Die Aktien der AKI–Aktualitäten-Kino Aktiengesellschaft werden heute als historische Wertpapiere gehandelt, sodass von ihrer Liquidation auszugehen ist.

## Aktualitätenkinos im Überblick
| Name                     | Ort               | Sitzplätze | Eröffnung | Schließung     | Bemerkungen                                                                                  |
| ------------------------ | ----------------- | ---------- | --------- | -------------- | -------------------------------------------------------------------------------------------- |
| Grand Cinéma             | Bern              |            | 1915      | 1918           | umgewandelt in Spielfilmkino Kolosseum                                                       |
| Die Wochenschau          | Berlin            |            | 1931      |                |                                                                                              |
| Cinébref                 | Basel             | 558        | 1937      | 1939           | umgewandelt in Spielfilmkino Rex bis 1964, Abriss                                            |
| BALI                     | Berlin            |            | 1946      | 1970           | weitergeführt als Programmkino Bali-Kino Teltower Damm                                       |
| BALI                     | Hamburg           |            | 1949      | 1951           | zum AKI umgebaut, 1952 wiedereröffnet bis 1995                                               |
| Zeitkino am Hauptbahnhof | Dresden           |            | 1950      | 1960           | umgewandelt in Spielfilmkino Filmtheater am Hauptbahnhof bis Dezember 2000                   |
| DEFA Zeitkino            | Leipzig           | 204        | 1950      | 1992           | ab 1990 Linie 2 – Kino im Hauptbahnhof                                                       |
| AKI Hbf                  | Frankfurt am Main |            | 1951      | nach 1990      |                                                                                              |
| AKI Hbf                  | Köln              | 325        | 1951      | 1990           | 1997 Abriss, an ehemaliger Stelle ist jetzt das Beratungszentrum der Deutschen Bahn          |
| AKI Hbf                  | München           | 482        | 1951      | 2. Januar 1996 |                                                                                              |
| AKI Hbf                  | Hannover          |            | 1951      | nach 1990      |                                                                                              |
| ALI                      | Düsseldorf        |            | 1952      |                |                                                                                              |
| AKI                      | Stuttgart         |            | 1952      |                |                                                                                              |
| BALI Zehlendorf          | Berlin            | 100        | 1952      |                | umgewandelt in Spartenkino und um Oscars erweitert                                           |
| AKI Neumarkt             | Köln              |            | 1953      | nach 1967      |                                                                                              |
| Bali im Hbf              | Bremen            | 368        | 1953      | 1984           | siehe Bremer Kinos#Frühere Kinos                                                             |
| AKI Hbf                  | Nürnberg          | 585        | 1953      | 1999           | 1970er: Unterteilung in drei “Schachtelkinos”                                                |
| Lichtburg im Hbf         | Mönchengladbach   |            | 1953      | 19??           | umgewandelt in Vitus-Center                                                                  |
| Actualis                 | Bern              | 42         | 1954      | 1969           | umgewandelt in Sexkino Cosmos                                                                |
| BALI                     | Dortmund          | 420        | 1952      | vor 1986       | im Saal war danach die mittlerweile geschlossene Discothek Live Station                      |
| ALI                      | Aachen            | 550        | 1955      | 1972           | ab 1968 Spielfilmkino, ab 1970 Sexkino                                                       |
| AKI Bahnhof Zoo          | Berlin            |            | 19??      |                | umgewandelt in Pornokino LUX intim; Gebäude inzwischen abgerissen                            |
| AKI Neukölln             | Berlin            |            | 19??      |                |                                                                                              |
| BALI                     | Solingen          |            | um 1950   | 1970           | früher Monopol und Rex. Kurz nach 1970 abgebrannt                                            |
| BALI im Hbf              | Kassel            |            | 19??      | 1990           | 1995 neu eröffnet als Kulturkino mit zwei Sälen                                              |
| Universum Hbf            | Rheydt            |            | 19??      | 19??           | umgewandelt in Spielfilmkino mit drei Sälen, geschlossen im Sommer 2008                      |
| AKI                      | Dortmund          |            | 19??      | 19??           | wurde danach von der UFA als Capitol 1 weiterbetrieben                                       |
| BALI Hbf                 | Bochum            |            | 1957      |                | umgewandelt in Spielfilmkino Metropolis Kino, heute ein mehrfach preisgekröntes Programmkino |
| BALI                     | Hagen             |            | 19??      | 19??           | umgewandelt in Programmkino Metropolis                                                       |
| BALI                     | Bonn              |            | 19??      |                | umgewandelt in Spielfilmkino 19??                                                            |
| BALI                     | Gelsenkirchen     |            | 1951      | 1982           | nach Abriss des Hauptbahnhofes geschlossen                                                   |
| BALI                     | Cuxhaven          |            | 19??      | 19??           | seit 2003 Spielfilmkino mit drei Sälen als Bali-Kino-Center Holstenstraße                    |
| BALI                     | Balingen          |            | 19??      | 19??           | Bahnhofstraße, umgebaut zum Bali-Kino-Palast mit sieben Sälen                                |
| BALI                     | Alzey             | 196        | 1954      |                | umgewandelt in Spielfilmkino Bali Filmtheater                                                |
| BALI                     | München           |            | 19??      | 19??           | umgewandelt in Pornokino, Schillerstraße                                                     |